# Zviad Gamsakhourdia
Vous lisez un « bon article » labellisé en 2009.
Zviad Konstantines dze Gamsakhourdia (en géorgien : ზვიად კონსტანტინეს ძე გამსახურდია), né le 31 mars 1939 et mort le 31 décembre 1993, est un homme politique géorgien qui fut président de la République du 26 mai 1991 au 6 janvier 1992.
Premier président démocratiquement élu d'une ex-république soviétique, Zviad Gamsakhourdia fut aussi un professeur, un écrivain, un dissident soviétique et enfin un homme politique, craignant et accusant sans cesse le Kremlin de comploter contre son gouvernement. Père de la Géorgie indépendante, il ne put recevoir l'aide des puissances étrangères pour développer son pays et dut se trouver un solide allié en Djokhar Doudaïev, président tchétchène dont la république fut reconnue par Gamsakhourdia.
Victime d'un coup d'État qui mena la République de Géorgie à une terrible et sanglante guerre civile, Zviad Gamsakhourdia fut également à l'origine des actuelles dissensions entre l'Abkhazie et la Géorgie mais se rapprocha d'autres pays caucasiens, telle que l'Arménie.

## Jeunesse
Zviad Gamsakhourdia est né dans la capitale, Tbilissi, le 31 mars 1939, au sein d'une éminente famille géorgienne originaire de Zougdidi. Son père, l'académicien Constantin Gamsakhourdia (1893 - 1975), était l'un des plus célèbres écrivains géorgiens du XXe siècle et un ancien diplomate de la République démocratique de Géorgie. Zviad a suivi des cours de philologie avant de commencer une carrière de traducteur et de critique littéraire.

## Le dissident Gamsakhourdia

### Début de carrière
Bien que Joseph Staline fut géorgien  (ou peut être à cause de ce fait), les autorités soviétiques ont été particulièrement sévères envers la Géorgie durant les années 1950, essayant de restreindre l'expression de la culture géorgienne sous le régime de Khrouchtchev. En 1955, Zviad Gamsakhourdia créa un groupe de jeunesse clandestin qu'il baptisa Gorgassaliani en référence à l'ancien roi géorgien Vakhtang Ier Gorgassali. Ce groupe essayait de faire circuler des rapports sur les violations des Droits de l'homme. En 1956, Gamsakhourdia fut arrêté lors d'une manifestation organisée à Tbilissi contre la politique soviétique de russification de la RSS de Géorgie. Il fut à nouveau arrêté en 1958 pour avoir distribué des documents anti-soviétiques. Il fut enfermé six mois dans un hôpital psychiatrique de Tbilissi où on lui diagnostiqua une « psychopathie avec décompensation ». Il devint ainsi une des nombreuses victimes de la politique soviétique consistant à utiliser la psychiatrie à des fins politiques.

### Combat pour les Droits de l'homme

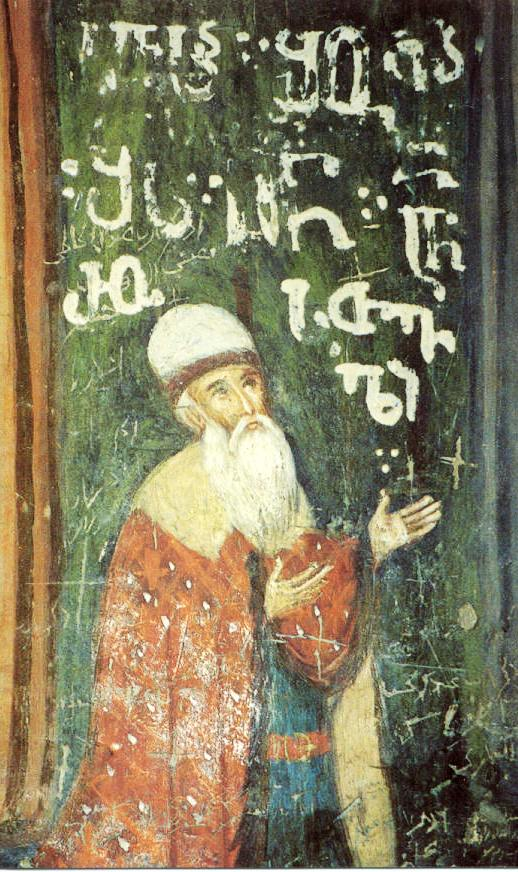
Chota Roustaveli. Gamsakhourdia fut le plus réputé des Roustvelologistes de son temps.

En 1972, lors de la campagne contre la corruption, Gamsakhourdia atteignit une plus grande notoriété en rencontrant le nouveau Catholicos de l'Église orthodoxe de Géorgie (Catholicossat-Patriarcat de toute la Géorgie), dont il était un fervent adhérent, David V Devdariani. Il cofonda le Groupe d'initiative pour les Droits de l'Homme en 1973, devint le premier Géorgien membre d'Amnesty International en 1974 et cofonda le Groupe géorgien d'Helsinki en 1976 (renommé l'Union géorgienne d'Helsinki en 1989). Gamsakhourdia a été le président de cette organisation militant pour les Droits de l'homme. Il fut très actif au sein des éditeurs du réseau clandestin Samizdat, contribuant à une grande variété de périodiques politiques clandestins tels que Okros Satsmisi (la Toison d'Or), Sakartvelos Moambe (le Messager géorgien), Sakartvelo (Géorgie), Matiane (Annales) et Вестник Грузии (le Journal de Géorgie). Il participa également au journal clandestin de Moscou Хроника текущих событий (Chronique des évènements actuels) édité par Sergueï Kovalev. Zviad Gamsakhourdia fut également le premier Géorgien membre de la Société internationale des Droits de l'homme (ISHR-IGFM).
Tout comme son père Constantin, Zviad Gamsakhourdia poursuivit également une carrière universitaire. Il fut chercheur à l'Institut de Littérature Géorgienne de l'Académie Géorgienne des Sciences (1973-1977, 1985-1990), professeur associé à l'Université d'État de Tbilissi (1973-1975, 1985-1990) et membre de l'Union des écrivains géorgiens (1966-1977, 1985-1991). Il obtint un doctorat en philologie en 1973 et un doctorat en sciences en 1991. Il écrivit de nombreux travaux littéraires et des monographies, ainsi que des traductions d'œuvres littéraires britanniques, françaises et américaines telles que les travaux de T. S. Eliot, William Shakespeare et Charles Baudelaire. Il était également un « roustvelologiste » exceptionnel (de Chota Roustavéli, un grand poète géorgien du XIIe siècle) et un spécialiste de la culture ibéro-caucasienne de l'Antiquité.
Bien qu'il ait été fréquemment harcelé et occasionnellement arrêté pour dissidence, Gamsakhourdia, pendant longtemps, échappa à de trop lourdes peines, probablement grâce au prestige de sa famille et à ses relations politiques. Mais sa chance tourna en 1977, lorsque les activités des différents Groupes d'Helsinki présents en Union soviétique devinrent une gêne sérieuse pour le gouvernement de Léonid Brejnev. Une répression nationale à l'encontre des activistes militant pour les Droits de l'homme débuta alors dans toute l'URSS. En Géorgie, le gouvernement d'Edouard Chevardnadze (alors premier secrétaire du Parti communiste géorgien) fit arrêter Gamsakhourdia ainsi que son compagnon dissident Merab Kostava. Les deux activistes furent condamnés à trois ans de travaux forcés ainsi qu'à trois ans d'exil pour « activités anti-soviétiques ». Leur emprisonnement attira l'attention de la communauté internationale, conduisant les membres du Congrès des États-Unis à proposer Gamsakhourdia et Kostava pour le prix Nobel de la paix de 1978 (ce prix revint finalement à Anouar el-Sadate et Menahem Begin). Kostava fut déporté en Sibérie alors que Gamsakhourdia fut exilé au Daghestan.

À la fin du mois de juin 1979, Gamsakhourdia fut relâché et gracié dans des circonstances controversées après avoir purgé seulement deux années de sa peine (Kostava resta en prison jusqu'en 1987). Les autorités soviétiques déclarèrent qu'il avait avoué les charges pesant contre lui et renié ses convictions ; une vidéo fut même diffusée par la télévision soviétique pour le prouver. Dans une copie publiée par l'agence soviétique d'information TASS, Gamsakhourdia dit 
« j'ai fait fausse route quand j'ai diffusé des documents hostiles à l'État soviétique. La propagande bourgeoise a profité de mes erreurs et a créé un vacarme autour de moi, ce qui me donne des remords. J'ai réalisé l'essentiel de la campagne lancée par l'Occident, camouflé sous le slogan de la défense des Droits de l'homme. »

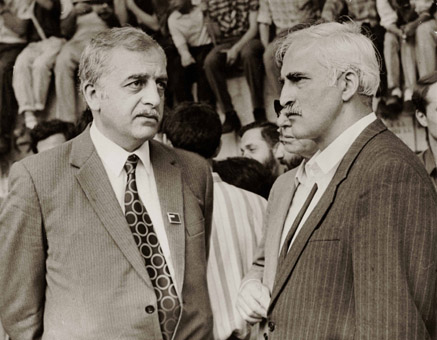
Zviad Gamsakhourdia et Merab Kostava à Tbilissi en 1988. Photo de George Barateli.

Ses défenseurs, sa famille et Merab Kostava, ont soutenu que sa rétractation avait été soutirée par le KGB, et que bien qu'il ait publiquement reconnu que certains aspects de sa lutte anti-soviétique étaient erronés, il n'avait pas renoncé pour autant à diriger le mouvement dissident en Géorgie. Kostava et Gamsakhourdia ont tous les deux déclaré plus tard, et indépendamment l'un de l'autre, que la dernière rétractation avait été une manœuvre tactique. Dans une lettre ouverte à Edouard Chevardnadze, datée du 19 avril 1992, Gamsakhourdia a écrit « mes soi-disant aveux étaient nécessaires ... [car] sans cette confession ma sortie de prison en 1979 n'aurait pas eu lieu, et alors il n'y aurait pas eu d'ascension du mouvement national. ».
Gamsakhourdia reprit ses activités de dissident peu de temps après sa sortie de prison, continuant à contribuer aux journaux de Samizdat et militant pour la libération de Merab Kostava. En 1981, il devint le porte-parole des étudiants et des autres manifestants qui protestaient contre les menaces pesant sur l'identité et l'héritage culturels géorgiens. Il envoya un exemplaire des « Demandes du peuple géorgien » à Edouard Chevardnadze à la fin du mois de mars 1981, ce qui lui valut une autre condamnation et un emprisonnement.

### Marche vers l'indépendance

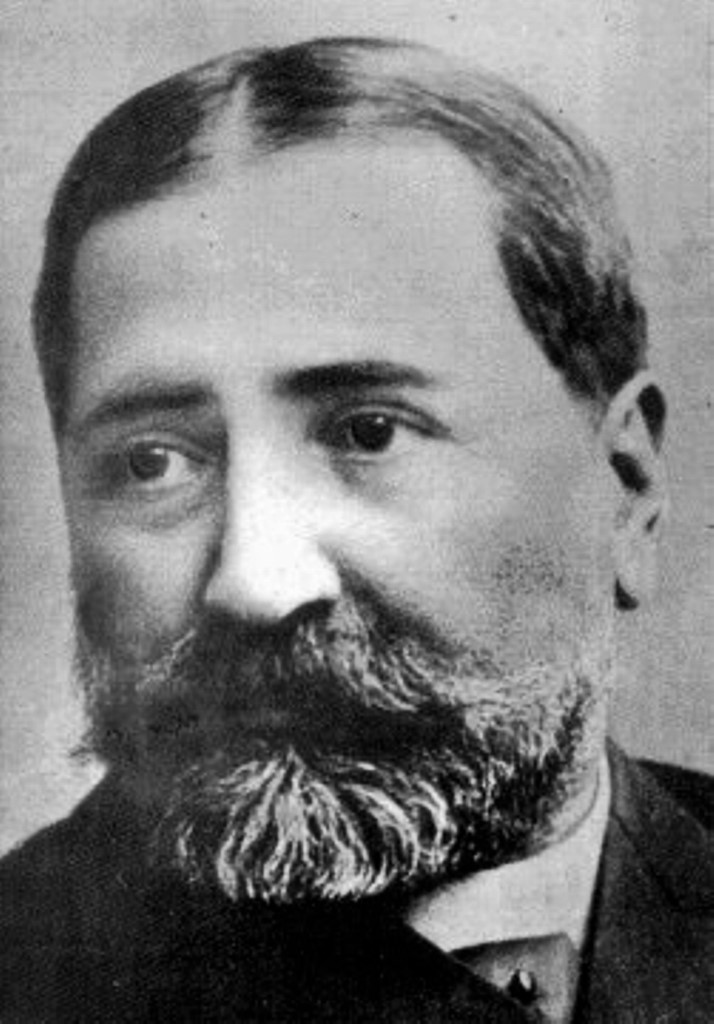
Ilia Tchavtchavadzé, dit Ilia le Juste, qui inspira Gamsakhourdia.

Après la mise en place de la politique de Glasnost par le dirigeant soviétique Mikhaïl Gorbatchev, Gamsakhourdia joua un rôle clef dans l'organisation de manifestations de masse pour l'indépendance de la Géorgie entre 1987 et 1990, rejoint par Merab Kostava, libéré en 1987. En 1988, Gamsakhourdia devint l'un des fondateurs de la Société de Saint Ilia le Juste (SSIR), organisation combinant société religieuse et parti politique qui devint la base de son propre mouvement politique. L'année suivante, la répression brutale par les forces soviétiques d'une grande manifestation pacifique organisée à Tbilissi du 4 au 9 avril fut un élément crucial, rendant impossible le maintien du pouvoir soviétique sur la Géorgie. Le processus de réformes démocratiques s'accéléra par la suite, conduisant aux premières élections géorgiennes libres, démocratiques et multipartites le 28 octobre 1990. Le parti SSIR de Gamsakhourdia et l'Union d'Helsinki géorgienne s'allièrent avec d'autres groupes d'opposition pour former une coalition réformiste appelée « Table ronde - Géorgie libre » (« Mrgvali Magida — Tavisupali Sakartvelo »). La coalition remporta une victoire écrasante, obtenant 64 % des voix contre seulement 29,6 % pour le Parti communiste géorgien. Le 14 novembre 1990, Zviad Gamsakhourdia fut élu à une large majorité président du Conseil suprême de la République de Géorgie.
Le 31 mars 1991, la Géorgie organisa un référendum au cours duquel 90,08 % des votants se prononcèrent en faveur d'un rétablissement de l'indépendance du pays. Le parlement géorgien proclama l'indépendance le 9 avril 1991, rétablissant dans les faits l'État géorgien indépendant de 1918 à 1921. Cependant l'indépendance ne fut pas reconnue par l'Union soviétique et, bien que de nombreuses puissances étrangères l'aient reconnue rapidement, la reconnaissance mondiale n'eut lieu que l'année suivante. Zviad Gamsakhourdia fut élu président de la République lors des élections du 26 mai avec 86,5 % des voix (participation de plus de 83 %).

## Président de la République

### Arrivée au pouvoir
En arrivant au pouvoir, Gamsakhourdia se trouva confronté à d'importantes difficultés tant économiques que politiques, notamment en ce qui concerne les relations avec l'Union soviétique. Un des autres problèmes clef était la situation des nombreuses minorités ethniques présentes en Géorgie (représentant jusqu'à 30 % de la population). Bien que les groupes ethniques minoritaires aient participé activement au retour de la démocratie en Géorgie, ils étaient sous-représentés dans les institutions élues en octobre 1990, avec seulement neuf députés « non géorgiens » sur les 245 que comptait le parlement. Même avant l'indépendance de la Géorgie, la situation des minorités nationales était problématique, conduisant par exemple au déclenchement d'importantes violences interethniques en Abkhazie en 1989. Des Géorgiens avaient, lors des élections, fait campagne sous le slogan « la Géorgie aux Géorgiens ». Pour les moins extrémistes, ce slogan pouvait signifier la fin de la domination soviétique et de la russification du pays. Cependant, d'autres l'utilisaient pour demander l'abolition du statut d'autonomie dont bénéficiaient certaines régions peuplées par des minorités ethniques, quelques extrémistes allant jusqu'à demander l'expulsion totale des minorités.
Ce slogan, et d'autres du même type, alarmèrent les minorités. Des nationalistes issus de ces minorités, demandèrent l'unification avec leurs homologues ethniques situés de l'autre côté de la frontière russe, ou dans les cas les plus extrêmes l'indépendance. D'autres républiques soviétiques faisaient face à des problèmes interethniques du même ordre allant parfois jusqu'à la guerre civile comme en Moldavie (minorité russe) et en Azerbaïdjan (minorité arménienne).
En 1989, des troubles violents se déclenchèrent dans la République socialiste soviétique autonome d'Ossétie du Sud entre la population souhaitant l'indépendance de la Géorgie d'une part et les Ossètes favorables à l'intégration à la Russie d'autre part. Le Soviet régional d'Ossétie du Sud annonça que la région faisait sécession de la Géorgie pour former une « République soviétique démocratique » ossète. En réponse, le Soviet suprême géorgien supprima l'autonomie de l'Ossétie du Sud en mars 1990.
Une épreuve de force tripartite commença dans la région entre les Géorgiens, les Ossètes et les forces militaires soviétiques, ce qui entraîna (en mars 1991) la mort de 51 personnes et l'expulsion de plus de 25 000 personnes. Après son élection au poste de président du Soviet Suprême, renommé Conseil suprême, Gamsakhourdia dénonça le mouvement ossète, le considérant comme une partie du stratagème russe pour miner la Géorgie, déclarant que les séparatistes ossètes étaient « des agents directs du Kremlin, ses outils ainsi que des terroristes ». En février 1991, il envoya une lettre à Mikhaïl Gorbatchev lui demandant le retrait des troupes de l'armée soviétique et d'un contingent des forces de l'intérieur de l'URSS présents dans l'ancienne région autonome d'Ossétie du Sud.

### Violations des Droits de l'homme
En septembre 1991, les États-Unis, en se basant sur un reportage issu l'ONG Helsinki Watch, accusèrent le gouvernement de Zviad Gamsakhourdia d'avoir commis des violations contre les droits de l'homme. Ces violations auraient notamment compris des emprisonnements politiques, le non-respect de la liberté de parole et de la presse, et des « nettoyages ethniques » en Ossétie du Sud.

### Montée de l'opposition
Les opposants de Gamsakhourdia critiquaient son comportement qu'ils jugeaient dictatorial et inacceptable, ce qui lui avait déjà valu des critiques avant même son élection en tant que président. Le premier ministre Tengiz Sigua ainsi que deux ministres démissionnèrent le 19 août pour protester contre la politique de Gamsakhourdia. Ils rejoignirent l'opposition, accusant le président d'être « démagogue et totalitaire » et se plaignant de la lenteur des réformes économiques. Lors d'une émission de télévision, Gamsakhourdia affirma que ses ennemis préparaient des « actes de sabotage et de trahison » dans le pays.
La réaction de Gamsakhourdia lors de la tentative de coup d'État contre le président Mikhaïl Gorbatchev est une source supplémentaire de controverse. Le 19 août, Gamsakhourdia, le gouvernement géorgien et la présidence du Conseil Suprême lancèrent un appel à la population géorgienne, leur demandant de rester calme, de rester sur leur lieu de travail et de continuer à travailler sans céder à la provocation et sans prendre part à des actions non autorisées. Le lendemain, Gamsakhourdia appela les dirigeants internationaux à reconnaître les Républiques de l'URSS (y compris la Géorgie) qui avaient proclamé leur indépendance. Il déclara publiquement le 21 août que le coup d'État avait été imaginé et programmé par Mikhaïl Gorbatchev lui-même afin d'accroître sa popularité à l'approche des élections présidentielles soviétiques. Cette allégation fut rejetée et jugée « ridicule » par le président américain George H. W. Bush.

Tenguiz Kitovani fut un des opposants de Gamsakhourdia en 1991.

Dans un développement particulièrement controversé, l'agence d'information russe Interfax a rapporté que Gamsakhourdia s'était mis d'accord avec les militaires soviétiques pour que la Garde Nationale Géorgienne fût désarmée le 23 août. Il signa des décrets abolissant le poste de commandant de la Garde Nationale Géorgienne et réassignant ses membres aux troupes de l'Intérieur, subordonnées au ministère des affaires intérieures. En signe de défiance à Gamsakhourdia, le commandant limogé de la Garde Nationale Tengiz Kitovani (ancien ami d'enfance de Gamsakhourdia.) fit quitter Tbilissi à la plupart de ses troupes le 24 août. Cependant, à ce moment, le coup d'État avait clairement échoué et le président Gamsakhourdia félicita publiquement le président russe Boris Eltsine pour sa victoire sur les putschistes. La Géorgie avait réchappé à ce coup d'État sans la moindre violence, mais les opposants à Gamsakhourdia l'accusèrent de ne rien avoir fait pour s'y opposer.

Gamsakhourdia réagit avec emportement, accusant les forces de l'ombre de Moscou de conspirer avec ses ennemis contre le mouvement d'indépendance de la Géorgie. Lors d'une manifestation de soutien début septembre, il déclara à ses partisans : 
« La machine infernale du Kremlin ne nous empêchera pas de devenir libres ... Ayant vaincu les traîtres, la Géorgie atteindra sa liberté ultime. »
 Il fit fermer un journal d'opposition, « Molodiozh Gruzii », sous prétexte qu'il avait publié des appels à la rébellion nationale. Giorgi Chanturia, dont le Parti National Démocrate était un des groupes d'opposition les plus actifs à cette époque, fut arrêté et emprisonné pour avoir prétendument cherché l'aide de Moscou pour renverser le gouvernement légal. Il est également rapporté que la chaîne de télévision Channel 2 avait été fermée après que certains de ses employés aient pris part à une manifestation hostile au gouvernement.
Les activités du gouvernement accroissaient les controverses à l'intérieur du pays et les critiques de l'étranger. Une délégation de membres du Congrès américain, emmenée par le député Steny Hoyer, rapporte qu'il y avait de « sérieux problèmes concernant les Droits de l'Homme avec le nouveau gouvernement et que celui-ci refusait de les admettre, de s'en occuper ou de faire quoi que ce soit à ce propos ». Les rapporteurs américains citent le problème des Droits de l'Homme comme l'une des principales raisons empêchant une reconnaissance internationale de la Géorgie. Le pays avait déjà obtenu la reconnaissance de son indépendance par un nombre limité de pays (dont la Roumanie, le Canada, la Finlande, l'Ukraine, les États baltes...). La plupart des pays ne reconnurent l'indépendance géorgienne qu'au début 1992, lorsque les États-Unis, la Suisse, la France, la Belgique, le Pakistan, l'Inde ainsi que d'autres pays l'eurent enfin reconnue.
La dispute politique devint violente à partir du 2 septembre, lorsqu'une manifestation anti-gouvernementale à Tbilissi fut dispersée par la police. L'évènement le plus grave fut l'éclatement de la Garde Nationale en factions pro- et anti-gouvernementales. Des accrochages meurtriers entre les deux camps eurent lieu à Tbilissi en octobre et en novembre. Des groupes para-militaires, dont l'un des plus importants était la milice nationaliste anti-Gamsakhourdia « Mkhedrioni » (Cavaliers ou Chevaliers), installèrent des barricades autour de la ville.

### Coup d'État
Le 22 décembre 1991, des partisans armés de l'opposition organisèrent un coup d'État et attaquèrent plusieurs bâtiments officiels dont le bâtiment du parlement géorgien où Gamsakhourdia avait trouvé refuge. De lourds combats continuèrent dans Tbilissi jusqu'au 6 janvier 1992, entraînant la mort d'au moins 113 personnes. Le 6 janvier, Gamsakhourdia et les membres de son gouvernement traversèrent les lignes ennemies et s'échappèrent vers l'Azerbaïdjan qui leur refusa l'asile politique. L'Arménie, qui était d'accord pour accueillir la femme et les enfants de Zviad mais pas le président lui-même, accueillit finalement Gamsakhourdia pour une courte période, rejetant les demandes d'extradition de la Géorgie. Afin de ne pas compliquer les relations déjà tendues avec la Géorgie, les autorités arméniennes autorisèrent Gamsakhourdia à partir vers la république séparatiste de Tchétchénie où il se vit offrir l'asile politique par le gouvernement rebelle du général Djokhar Doudaïev. Si la thèse d'une aide russe au coup d'État a été évoquée, elle n'a jamais été prouvée.

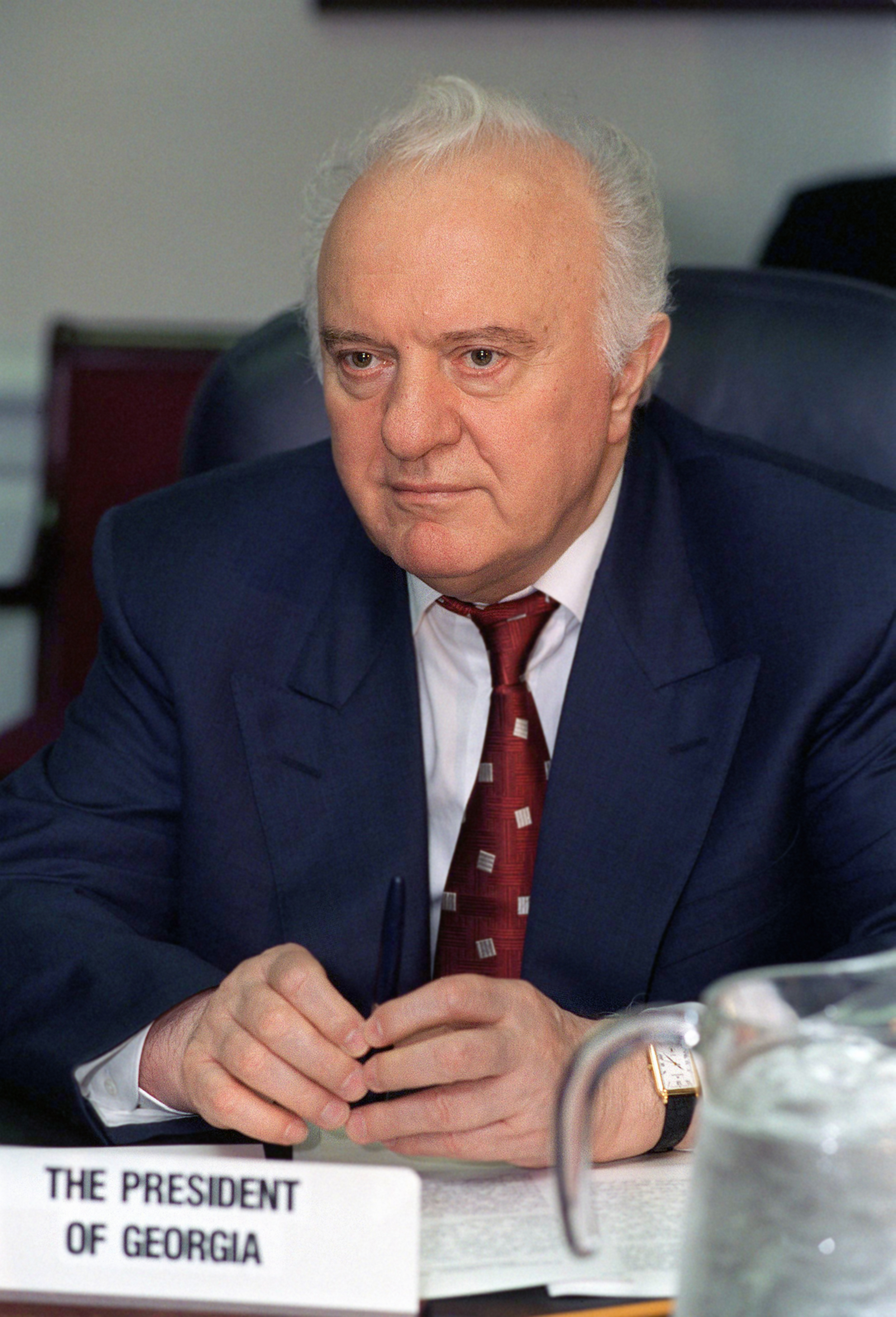
Edouard Chevardnadze fut nommé président de Géorgie à la suite de la destitution de Zviad Gamsakhourdia

Un conseil militaire composé des opposants de Gamsakhourdia forma dès lors un gouvernement provisoire. Une de ses premières actions fut de déposer officiellement le président Gamsakhourdia. Il se transforma ensuite en Conseil d'État et offrit en mars 1992 le poste de président de ce Conseil au vieux rival de Gamsakhourdia, Edouard Chevardnadze. Il ne fut procédé à aucune élection ou référendum pour avaliser le changement. Chevardnadzé gouverna de facto comme président.

## L'exil
Après son renversement, Gamsakhourdia continua à se considérer comme le président légitime de la République de Géorgie. Il était encore reconnu comme tel par certains gouvernements et par quelques organisations internationales, bien que le Conseil Militaire insurrectionnel ait été rapidement accepté comme l'autorité gouvernante dans le pays. Gamsakhourdia refusa d'accepter son renversement puisqu'il avait été élu au poste de président par une majorité écrasante de la population (contrairement à Edouard Chevardnadze, choisi non démocratiquement). En novembre et décembre 1992, il fut invité en Finlande (par le groupe pour l'amitié avec la Géorgie du parlement finlandais) et en Autriche (par la Société Internationale des Droits de l'Homme). Dans les deux pays, il tint des conférences de presse et des meetings avec des parlementaires et des personnalités gouvernementales.
Des accrochages entre les forces pro- et anti-Gamsakhourdia continuaient durant les années 1992 et 1993. Des sympathisants de Gamsakhourdia firent prisonniers des membres du gouvernement entraînant des raids de représailles des forces gouvernementales. Un des plus sérieux incidents eut lieu à Tbilissi le 24 juin 1992 lorsque des sympathisants armés de Gamsakhourdia envahirent les bureaux de la télévision d'État. Ils parvinrent à diffuser un message radio déclarant : « le gouvernement légitime a été réinstallé. La junte rouge touche à sa fin ». Cependant, ils furent évacués après quelques heures par la Garde nationale. Ils espéraient ainsi entraîner un soulèvement massif contre le gouvernement de Chevardnadze, mais ce fut un échec.
Le gouvernement de Chevardnadze imposa un régime extrêmement répressif dans toute la Géorgie pour supprimer le « Zviadisme ». Les forces de sécurité et la milice pro-gouvernementale Mkhedrioni procédèrent à des arrestations massives et à un harcèlement des militants pro-Gamsakhourdia. Bien que les atteintes faites aux Droits de l'Homme aient été critiquées par la communauté internationale, le prestige personnel de Chevardnadze lui permit d'être accepté par la communauté internationale. Le 14 août 1992, les troupes gouvernementales entrèrent en Abkhazie afin de déloger les sympathisants de Gamsakhourdia présents dans cette région, déclenchant ainsi la Guerre d'Abkhazie. Cependant les atteintes aux Droits de l'Homme ne firent que détériorer un peu plus les relations inter-ethniques déjà tendues. En septembre 1993, la guerre entre les forces géorgiennes et les séparatistes abkhazes prit fin. Ce conflit se termina par une défaite du gouvernement, entraînant le départ d'Abkhazie des forces gouvernementales et de 300 000 géorgiens ainsi que la mort d'environ 10 000 personnes.

## La guerre civile de 1993
Gamsakhourdia saisit rapidement l'occasion de renverser Chevardnadze. Le 24 septembre 1993, il retourna en Géorgie et établit un gouvernement « en exil » dans la ville de Zougdidi, dans l'ouest du pays. Il annonça qu'il souhaitait continuer la « lutte pacifique contre la junte militaire illégale » et se concentra sur la formation d'une coalition anti-Chevardnadze basée sur le soutien des régions de Samegrelo (Mingrélie) et d'Abkhazie. Il créa également une force armée importante, capable d'agir relativement librement face aux faibles forces de sécurité du gouvernement. Après avoir initialement demandé la tenue immédiate d'élections, Gamsakhourdia profita de la déroute de l'armée géorgienne pour récupérer d'importantes quantités d'armes, abandonnées lors du retrait des forces gouvernementales. Une guerre civile embrasa l'ouest du pays à partir d'octobre 1993. Les forces de Gamsakhourdia prirent plusieurs villes clefs ainsi que d'importants nœuds ferroviaires et routiers. Les forces gouvernementales se replièrent dans le désordre, laissant peu d'obstacles entre les forces de Gamsakhourdia et la capitale Tbilissi. Cependant, la capture par Gamsakhourdia de Poti, port géorgien situé sur la mer Noire et vital pour l'économie de la région, menaça les intérêts de la Russie, de l'Azerbaïdjan et de l'Arménie (pays totalement enclavé dont les échanges dépendent des ports géorgiens). Dans un apparent, et très controversé, quiproquo, les trois pays apportèrent leur soutien au gouvernement de Chevardnadze qui en retour accepta d'adhérer à la CEI. Alors que le soutien de l'Arménie et de l'Azerbaïdjan n'était que purement politique, la Russie mobilisa rapidement des troupes pour aider le gouvernement géorgien. Le 20 octobre, environ 2 000 soldats russes se déployèrent en Géorgie pour protéger le réseau ferroviaire géorgien. Ils apportèrent également un soutien logistique et matériel aux forces gouvernementales, mal équipées. Le soulèvement organisé par Gamsakhourdia échoua rapidement et la ville de Zougdidi tomba le 6 novembre.

## Mort

### Annonce
Zviad Gamsakhourdia mourut le 31 décembre 1993 dans des circonstances qui restent encore actuellement extrêmement floues. Il est sûr qu'il est mort dans le village de Khibula dans la région de Mingrélie (Géorgie occidentale) et qu'il fut ré-enterré dans le village de Djikhashkari (même région). Selon des rapports de presse britanniques, le corps a été trouvé avec une seule plaie au niveau de la tête correspondant à la trajectoire d'une balle. Plusieurs causes sont évoquées pour sa mort qui reste encore controversée et non résolue.
Zviad Gamsakhourdia laisse trois enfants, nés de deux mariages différents.

### Thèses

#### Suicide
La veuve de Gamsakhourdia a raconté à l'agence d'informations Interfax que son mari s'était suicidé en se tirant une balle dans la tête le 31 décembre lorsque le bâtiment dans lequel il s'était réfugié avec des sympathisants s'est retrouvé encerclé par les troupes de la milice pro-Chevardnadze Mkhedrioni. Les médias russes ont rapporté que ses gardes du corps avaient entendu un coup de feu dans la pièce voisine et qu'ils y ont trouvé Gamsakhourdia mort après s'être tiré une balle dans la tête avec un pistolet Stetchkin. Les autorités tchéchènes publièrent une lettre qu'ils présentèrent comme écrite par Gamsakhourdia avant son suicide : « Ayant la conscience tranquille, je commets cet acte afin de protester contre le régime qui gouverne la Géorgie et parce que je suis privé de la possibilité d'agir en tant que président, de normaliser la situation et de restaurer la loi et l'ordre ». La plupart des observateurs étrangers acceptèrent l'hypothèse du suicide.

#### Mort en combat rapproché
Le ministre de l'intérieur du régime de Chevardnadze insinua qu'il avait été tué délibérément par ses propres sympathisants, ou lors d'une dispute avec son ancien commandant en chef, Loty Kobalia.

#### Tué par la Russie ou par les États-Unis
En Géorgie, la majorité des personnes pensent que Zviad Gamsakhourdia a été tué par le gouvernement russe, et une plus petite minorité, par les États-Unis. Cette hypothèse est due au fait qu'il représentait une grande menace aussi bien pour la Russie que pour les États-Unis. Les partisans de cette hypothèse, pour l'objet du meurtre, mettent en avant que Gamsakhourdia avait obtenu l'accord de plusieurs pays et de républiques séparatistes pour former une république caucasienne et qu'il était très patriote. De ce fait, ceux qui pensent que c'est la Russie qui a tué Gamsakhurdia, soutiennent qu'un Caucase uni était inconcevable pour la Russie - il est vrai que dès les premiers contacts, les Russes ont adopté une politique de division, de séparation envers la Géorgie, en prétextant, pour monter les différentes régions les uns contre les autres -. Ceux qui soutiennent l'autre hypothèse, affirment que les deux pays, comme en guerre froide, se disputent le territoire et que Gamsakhurdia était un homme des États-Unis, mais voyant son patriotisme et ses projets pour l'avenir, les services secrets ont décidé de l'éliminer, par peur que ni eux, ni la Russie n'exercent de pouvoir. Par ailleurs, la majorité de ceux qui soutiennent cette deuxième thèse, affirme que la Russie est dirigée elle aussi par les États-Unis. Des éléments, comme la fusillade du fils de Zviad Gamsakhurdia laissent penser à cette hypothèse ; la fusillade a eu lieu alors que ce dernier était dans une voiture avec quatre autres personnes et seul lui a été touché. Pour eux, que Gamsakhurdia se soit suicidé est inimaginable compte tenu de sa combativité et encore une fois de son patriotisme.

### Inhumations
La mort de Gamsakhourdia est annoncée par le gouvernement géorgien le 5 janvier 1994. Certaines personnes refusent d'y croire, mais elle est finalement confirmée le 15 février suivant lorsque le corps est retrouvé. D'abord enterrée à Djikhachkari, en Mingrélie, la dépouille de Zviad Gamsakhourdia est ré-inhumée le 24 février dans la capitale de Tchétchénie, Grozny. Le 3 mars 2007, le nouveau président pro-russe Ramzan Kadyrov annonce que la sépulture de Gamsakhourdia, perdue dans les décombres et les ruines de Grozny, ravagée par la guerre, avait été retrouvée dans le centre de la capitale. Les restes de Gamsakhourdia sont identifiés par des experts russes à Rostov-sur-le-Don. Le 28 mars, le corps est rapatrié en Géorgie et est inhumé le 1er avril au Panthéon de Mtatsminda, près d'autres illustres personnalités géorgiennes. Des milliers de personnes originaires de toute la Géorgie rendent un dernier hommage à l'ancien président dans la cathédrale médiévale de Mtatsminda. Le président Saakachvili déclare aux journalistes : « Nous mettons en œuvre la décision qui a été prise en 2004 d'enterrer le président Gamsakhourdia dans sa terre natale. C'est une décision juste et absolument correcte ».

### Héritage
Le 26 janvier 2004, lors d'une cérémonie organisée dans l'église Kashueti de Saint-Georges à Tbilissi, le président Mikheil Saakachvili réhabilita officiellement Gamsakhourdia afin de résoudre les effets politiques persistants depuis son renversement et pour « mettre fin à la désunion de notre société ». Il fit l'éloge du « grand homme d'État et patriote » qu'était Gamsakhourdia et promulgua un décret permettant que son corps soit enterré dans la capitale géorgienne, déclarant que « l'abandon de la sépulture du président géorgien dans une zone de conflit ... était une honte et un manque de respect pour lui et pour sa nation ». Il rebaptisa également un important axe de Tbilissi du nom de Gamsakhourdia et fit libérer trente-deux sympathisants de l'ancien président, emprisonnés en 1993-1994 par le gouvernement de Chevardnadze. Ces prisonniers étaient considérés par beaucoup de Géorgiens et par certaines organisations internationales des Droits de l'Homme comme des prisonniers politiques.
Toutefois, malgré cela, la famille de Zviad Gamsakhourdia n'est pas du côté de Saakachvili. Ainsi, dès 2005, la veuve de Gamsakhourdia, Manana, s'opposa au président. Durant les élections de janvier 2008, un des fils de Zviad, Constantin, se présenta pour la présidence en tant que candidat d'opposition sous la bannière du parti Tavisoupleba (« Liberté »), tandis qu'un autre, Tsotné, fut arrêté à l'aéroport de Tbilissi le 3 septembre 2008. Celui-ci est actuellement accusé d'espionnage pour le compte de la Russie et de conspiration contre le Gouvernement de Géorgie.
Les sympathisants de Gamsakhourdia continuent de promouvoir ses idées au travers de nombreux groupes publics. En 1996, une organisation non gouvernementale pour l'éducation et la culture baptisée Société de Zviad Gamsakhourdia est fondée aux Pays-Bas, dans la ville de Bois-le-Duc. Elle possède désormais des membres dans de nombreux pays européens.

## Au cinéma
- 2017 : Khibula de George Ovashvili, film inspiré de la fin de carrière de Zviad Gamsakhourdia.

## Travaux
- La poésie américaine du 20e siècle, Maison d'édition Ganatleba, Tbilissi, 1972, 150 pp. (En géorgien, résumé en anglais).
- L'homme dans la peau d'une panthère, Maison d'édition Metsniereba, Tbilissi, 1984, 222 pp. (En géorgien, résumé en anglais).
- La perception du monde de Gœthe d'un point de vue anthroposophique, J. Tsiskari, Tbilissi, No 5, 1985 (En géorgien).
- Topologie de L'homme dans la peau d'une panthère, Maison d'édition Metsniereba, Tbilissi, 1991, 354 pp. (En géorgien, résumé en anglais).
- Essais et articles collectés, Maison d'édition Khelovneba, Tbilissi, 1991, 574 pp. (En géorgien).
- La mission spirituelle de la Géorgie, 1990
- Les idées spirituelles de l'académie Gélati, 1989
- Dilemme pour l'Humanité, « Nezavisimaia Gazeta », Moscou, 21 mai 1992 (En russe).
- Entre les déserts (au sujet des travaux originaux de L.N. Tolstoy), « Literaturnaia Gazeta », Moscou, No 15, 1993 (En russe).
- Fables et contes de fées, Maison d'édition Nakaduli, Tbilissi, 1987 (En géorgien).
- Les fiançailles de la Lune (Poèmes), Maison d'édition Merani, Tbilissi, 1989 (En géorgien).